# 派尔努 (市镇)
派尔努是爱沙尼亚派爾努縣的一个城市型市镇。行政中心为派尔努。市镇面积为858平方公里，2021年时人口数量为51,334人。

## 行政管理
2017年爱沙尼亚行政改革后，原派尔努市、奧德魯市镇、派庫塞市镇和特斯塔馬市镇合并成新的派尔努城市型市镇。
新的市镇包括非独立市派尔努、两个城镇、两个小镇和49个村庄。

## 友好城市
派尔努市镇与下列城市结为友好城市关系：
- 俄羅斯索契
- 挪威格兰
- 立陶宛希奥利艾
- 拉脫維亞叶尔加瓦
- 瑞典赫尔辛堡
- 瑞典南泰利耶
- 瑞典奥斯卡港
- 芬兰瓦萨
- 丹麦赫爾辛格
- 匈牙利希歐福克
- 美国大洋城
- 美国朴茨茅斯